# Крафт, Александр Николаевич
Алекса́ндр Никола́евич Крафт (30 мая 1874 — 27 августа 1935) — российский крупный фабрикант немецкого происхождения, владелец усадьбы Костино с 1901 по 1918 год, потомственный почётный гражданин.

## Биография

### Ранняя жизнь
Александр Крафт родился 30 мая 1874 года. Был старшим сыном Николая Эдуарда Крафта, потомка Иоганна Крафта, основавшего вместе с братом Генрихом торговый дом «Братья Крафт», и Лидии Флорентьевны Перловой, представительницы чаеторговцев Перловых. В семейной хронике Лидию Флорентьевну называют «очаровательной, нежной, начитанной и религиозной».
В детстве учился в русско-немецкой школе. Обычно летом его семья ездила на курорты за рубеж. С одной из таких поездок связана некая «мистическая» история. Однажды, находясь на отдыхе в Бельгии, Крафты зашли в ресторан (Александру тогда было порядка 10-12 лет) и встретили человека, представившегося «русским предсказателем». Лидия Крафт спросила его, как будут звать будущую невесту её сына. «Предсказатель» не только назвал имя Эмма, но и указал день, когда состоится свадьба. Это пророчество сбылось 20 января 1901 года, когда Александр Крафт женился на Эмме Беренс.

### Деятельность

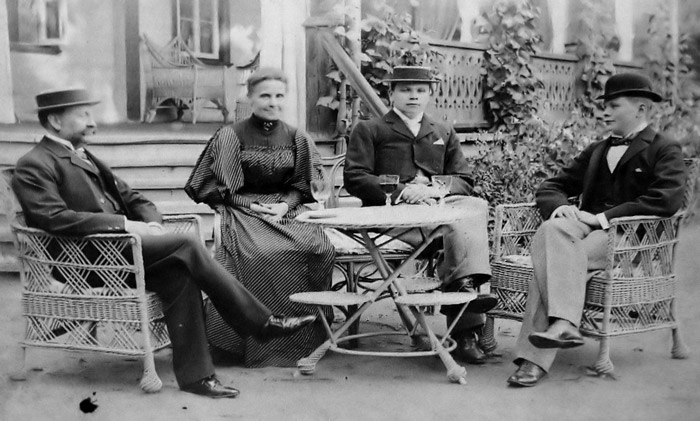
Семья Крафтов, 1900-е годы

В 1901 году А. Н. Крафтом была куплена усадьба Костино. Покупка не была случайностью. Он узнал от своих деловых партнёров, что выставлено на продажу имение Михаила Дмитриева Жеребцова, потомственного дипломата и придворного, который был гофмейстером царского двора.
Фактически Крафт создал усадьбу заново. Крафт имел хорошее образование, «отменный вкус к стилю» и имел собственную торговую компанию, приносившую стабильно высокий доход. Всё это позволило ему перестроить доставшееся владение по своему желанию.

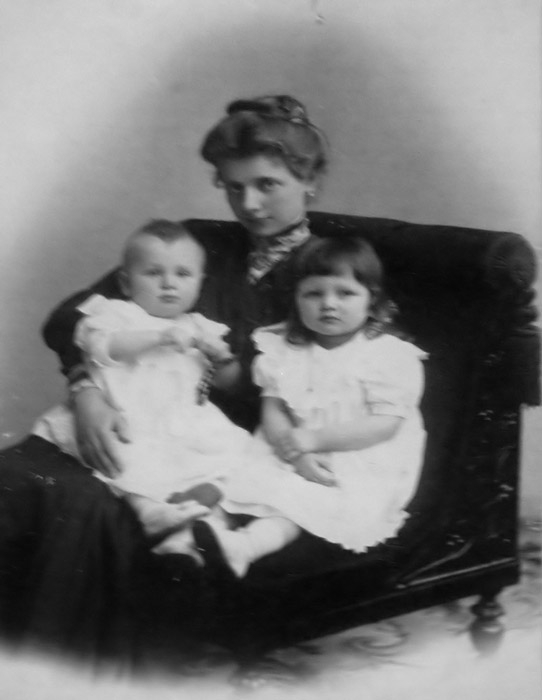
Эмма Крафт с детьми Николаем и Ольгой около 1910 года

Александр Крафт, как потомок российских немцев, был рачительным хозяином: он заказывал из Англии лучшие породы овец, свиней и коров, а в конюшнях стояли ухоженные лошади.

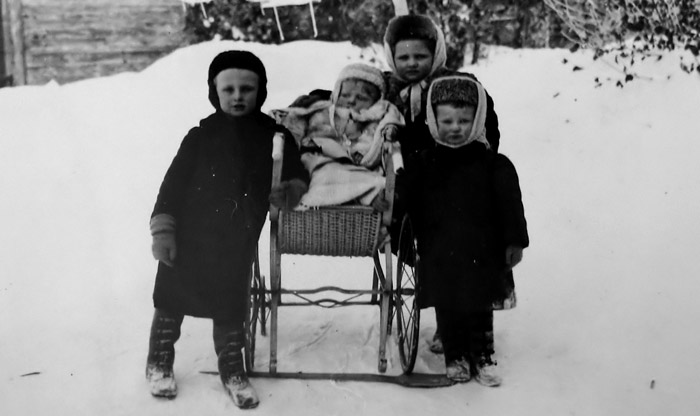
Дети Александра Крафта. Слева направо: Александр, Вера, Ольга, Георгий. Москва, 1914 год

Есть версия, что Крафт был старостой несохранившейся церкви Рождества Пресвятой Богородицы в Костине. На свои средства он провёл в храм центральное отопление, построил дом для причта и некоторые другие постройки, перешедшие в собственность храма.
Александр Крафт возглавил семейный торговый дом «Братья Крафт» в 1913 году, когда умер его отец. К этому времени компания имела 3 хлопкоочистительных завода в Средней Азии и занималась поставками хлопка на такие крупные текстильные фабрики, как Воскресенская, Богородско-Глуховская, Реутовская и другие. Кроме того, торговый дом был членом Товариществе Каспийской мануфактуры и сотрудничал с Обществом Российской бумагопрядильной мануфактуры и хлопчатобумажной мануфактурой Русско-французского анонимного акционерного общества.
Александр Крафт вёл активную общественную деятельность в своей сфере: был заместителем председателя Хлопкового комитета при Московском биржевом обществе, а также членом Московского учётного банка.

### Эмиграция и смерть
После Октябрьской революции 1917 года семья Крафтов потеряла своё состояние. В 1918 году было национализировано их имение Костино. Когда Александр Крафт и его жена Эмма прибыли в свою усадьбу, они обнаружили там комиссара, ответственного за сбор конфискованного урожая. Это был последний визит хозяев в Костино. Благодаря документу о том, что предки Крафтов проживали в Таллине, Александр вместе с семьёй смог покинуть Россию.
После долгого и трудного переезда (в пути умер брат Александра Константин) в 1919 году Крафты оказались в Берлине. В 1923 году Александр Крафт купил дом во Фрайбурге-им-Брайстау, перевёз туда свою семью и с тех пор жил там до самой смерти. В 1927 году скончалась его жена Эмма.
Александр Крафт погиб в автокатастрофе 27 августа 1935 года.